# 존 듀시
존 듀시(John Ducey, 1969년 1월 21일 ~ )는 미국의 배우이다.

## 출연 작품
- 아이 빌리브 인 산타 (2022년) - 톰 역
- 더트 (2018년)
- 비를 위한 기도 (2017, Pray for Rain)
- 스펌 도너 (2012년)
- 산타 포스를 찾는 모험 (2010년)
- 딥 임팩트 (1998년)
- 공포의 럼펄스킨 (1996년)
- 여자의 용기 (1994년)

### 텔레비전
- 미녀마법사 사브리나 (1998-2003)
- 조나스 LA에 가다 (2009)
- 배드 저지 (2014-15, Bad Judge)